# (2848) ASP
(2848) ASP (1959 VF) est un astéroïde de la ceinture principale, découvert le 8 novembre 1959 à l'observatoire Goethe Link près de Brooklyn, dans l'Indiana. Il a une magnitude absolue de 11,1.